# Pieter-Jan Koninckx
Pieter-Jan Koninckx (Wilrijk, 24 juni 1994) is een Belgisch klassiek geschoold zanger en pianist.
Op zesjarige leeftijd startte Pieter-Jan zijn muziekopleiding aan de Academie voor Muziek en Woord te Mol.
Na een gedegen opleiding aldaar vervoegde hij zich bij het kinderkoor van de Vlaamse Opera.
Van 2005 tot 2007 was hij lid van de Oostenrijkse Wiener Sängerknaben. Als eerste solist nam hij deel aan concerttours doorheen Japan, Amerika, Korea, Mexico, Italië, Spanje, Hongarije, Armenië, Georgië ... Naast regelmatige solopartijen in orkestmissen in de Hofburgkapelle zong hij ook de rol 'Erster Knabe' in Mozarts 'Die Zaüberflöte' in de Wiener Volksoper, Wiener Staatsoper, en tijdens de Salzburger Festspiele o.l.v. Riccardo Muti.
Na zijn terugkeer uit Oostenrijk zong hij nog tijdens vele concerten in Nederland en België.
Hij sloot zijn periode als jongenssopraan af met de vierde Symfonie van Mahler (Festival van Vlaanderen, Mechelen) de Opera Tosca (herder) in Zomeropera Alden Biesen, en tijdens de serie Robeco-concerten in de grote zaal van het Concertgebouw van Amsterdam.
Onder invloed van de bijzondere persoonlijkheid en goede vriend, concertzanger en bas-bariton dr. HC. Pieter Vis, waarmee hij tientallen keren optrad, stortte hij zich tijdens de stemmutatie volledig op het pianospel.
Igo Lange (Muziekacademie Lanaken) en Tonie Ehlen (Jongtalentklas conservatorium Maastricht) bereidden hem voor op een pianostudie bij Eliane Rodrigues.
Thans studeert Pieter-Jan bij Eliane Rodrigues en Anne Camps.
Daarenboven verdiept Pieter-Jan zich - als aanvulling op zijn pianistieke activiteiten - in de zangkunst bij Piet Vansichen, in het bespelen van het klavecimbel bij Luc Vanvaerenbergh en in de pianotechniek.